# Mołnia 1-02
Mołnia 1-2 – drugi cywilny operacyjny radziecki satelita telekomunikacyjny; czwarty statek pierwszej generacji satelitów Mołnia. Transmitował sygnały telewizyjne oraz dwustronną łączność telefoniczną i telegraficzną, korzystając ze stacji naziemnych systemu Orbita. 

## Budowa i działanie
Statek składał się z hermetycznego cylindra, o rozmiarach 3,4×1,6 metra, zakończonego stożkami. W jednym z nich mieścił się system napędowy i silniczków korekcyjnych (KDU-414). Drugi pokryty był panelami ogniw słonecznych i zawierał urządzenia do śledzenia kuli ziemskiej.
W zakończeniach znajdowały się także:
- czuły odbiornik (1000 MHz) i trzy nadajniki (800 MHz, 40W; jeden roboczy, dwa zapasowe). Sygnał telewizyjny nadawany w zakresie 3,4-4,1 GHz
- układy telemetrii
- akumulatory ładowane z ogniw słonecznych
- komputer pokładowy

Wokół sekcji cylindrycznej zamontowane było 6 dużych paneli ogniw słonecznych i dwie kierunkowe anteny paraboliczne, rozmieszczone po przeciwległych stronach. Jedna z nich była zawsze zwrócona ku Ziemi, druga była zapasowa. 

## Orbita
W odróżnieniu od wysłanego niemal w tym samym czasie pierwszego komercyjnego satelity telekomunikacyjnego Intelsat 1, krążącego po orbicie geosynchronicznej, Mołnia 1-02 krążyła po silnie wydłużonej orbicie nachylonej pod dużym kątem do równika. Takie rozwiązanie zapewniało widoczność satelity na terytorium ZSRR przez czas od 8 do 12 godzin. Umieszczenie trzech statków na podobnych, ale przesuniętych względem siebie orbitach, zapewniało więc całodobową komunikację na terytorium kraju.
Taki rodzaj orbity satelitów telekomunikacyjnych jest popularnie nazywany orbitą typu Mołnia.